# Часовий пояс

Часові пояси світу

Часови́й по́яс — частина поверхні земної кулі, на якій ухвалено один стандартний час, який ще часто називають місцевим часом. Для зручності відліку поточного часу вся територія земної кулі поділена на 24 часові пояси шириною в середньому 15°. У межах кожного такого поясу встановлюється свій єдиний поясний час.
Формування часових поясів пов'язане з прагненням, з одного боку, враховувати обертання Землі навколо своєї осі, а з другого боку, визначити території (часові зони) з приблизно однаковим місцевим часом таким чином, щоб відмінності в часі між ними були кратні одній годині. У результаті досягнуто рішення, що повинно бути 24 часових пояси і кожен із них повинен охоплювати територію приблизно 15° у ширину (≈ 7,5° щодо відповідного середнього меридіана). Точкою відліку прийнятий гринвіцький меридіан, нульовий меридіан, середній меридіан нульового часового поясу.
Зараз час встановлюється за допомогою всесвітнього координованого часу (UTC), який введений замість часу за Гринвічем (GMT, див. Середній час за Гринвічем). Шкала UTC базується на рівномірній шкалі атомного часу (TAI) і є зручнішою для цивільного використання. Часові пояси навколо земної кулі описуються як додатне або від'ємне зміщення від UTC: негативні зміщення у часових поясів на захід від нульового меридіана, позитивні — на схід. Часові пояси можуть бути скориговані у стандартну сезонність. Для тих країн і регіонів, де переходять на літній час, зміщення відносно UTC також змінюється (зазвичай +1 година).

## Поділ на часові пояси
Точка відліку для часових поясів — нульовий (гринвіцький) меридіан, який проходить через Гринвіцьку королівську обсерваторію в місті Гринвічі, Велика Британія.
Різниця між номерами часових поясів відповідає різниці в часі між цими поясами. Тобто при переході з одного часового поясу в інший значення хвилин і секунд (часу) зберігається, змінюється лише значення годин. Проте існують деякі райони, у яких місцевий час відрізняється від універсального не тільки на цілу кількість годин, але й додатково на 30, 40 чи 45 хвилин.
На Північному і Південному полюсах меридіани сходяться в одній точці, тому там поняття часових поясів втрачає зміст. За традицією, яка склалася, вважається, що час на полюсах відповідає універсальному часу.
Теоретично всі часові пояси земної кулі повинні обмежуватися прямими лініями, які проходять на 7,5° на схід і захід від середнього меридіану кожного поясу, але для збереження єдиного часу на території однієї адміністративної одиниці їх межі часто зміщені відносно загальноприйнятих.
На суходолі кордони часових поясів встановлені не за меридіанами, а за близькими до них державними кордонами різних країн. Для великих за розмірами країн, які потрапляють до декількох часових поясів, кордон між цими поясами проходить зазвичай по кордонах внутрішнього адміністративно-територіального поділу цих країн.

## Список часових поясів
Часові пояси можуть розрізнятися як за зміщенням від всесвітнього часу (UTC), так і за назвами, адже у кожній країні час поясу, який використовується, може мати місцеву назву, існують також назви, що об'єднують кілька країн і цілі континенти. Так, існують міжнародні назви часових поясів у Європі, Африці, Північній Америці тощо. Водночас список за зміщенням від UTC є повнішим і точнішим, оскільки у різні періоди одна і та ж назва часового поясу могла мати різне зміщення від UTC.
| Сонячний годинник | Сонячний годинник | Сонячний годинник | Сонячний годинник |
| ----------------- | ----------------- | ----------------- | ----------------- |
| Самоа             | 12:39             |                   |                   |
| Гаваї             | 13:39             |                   |                   |
| Гамб'є            | 14:39             |                   |                   |
| Піткерн           | 15:39             |                   |                   |
| Аризона           | 16:39             |                   |                   |
| Гватемала         | 17:39             |                   |                   |
| Ямайка            | 18:39             |                   |                   |
| Сент-Люсія        | 19:39             |                   |                   |
| Східна Бразилія   | 20:39             |                   |                   |
| Південна Джорджія | 21:39             |                   |                   |
| Кабо-Верде        | 22:09             |                   |                   |
| Буркіна-Фасо      | 23:39             |                   |                   |
| Республіка Конго  | 00:39             |                   |                   |
| Бурунді           | 01:39             |                   |                   |
| Джибуті           | 02:39             |                   |                   |
| Маврикій          | 03:39             |                   |                   |
| Мальдіви          | 04:39             |                   |                   |
| Бангладеш         | 05:09             |                   |                   |
| Лаос              | 06:39             |                   |                   |
| Філіппіни         | 07:39             |                   |                   |
| Палау             | 08:39             |                   |                   |
| Папуа Нова Гвінея | 09:39             |                   |                   |
| Вануату           | 10:39             |                   |                   |
| Тувалу            | 11:39             |                   |                   |
| 23:39 (UTC)       |                   |                   |                   |

- UTC−12 — незаселений морський часовий пояс
- UTC−11 — Самоа, Ніуе
- UTC−10 — Гаваї
- UTC−9:30 — Французька Полінезія (Маркізькі острови)
- UTC−9 — Аляска
- UTC−8 — Північноамериканський тихоокеанський час (США і Канада)
- UTC−7 — Гірський час (США, Канада і Мексика)
- UTC−6 — Центральний час (США і Канада), Центральноамериканський час, Мексика (Гвадалахара, Мехіко, Монтеррей)
- UTC−5 — Північноамериканський східний час (США і Канада), Південноамериканський тихоокеанський час (Богота, Ліма, Кіто)
- UTC−4 — Атлантичний час (Канада), Південноамериканський тихоокеанський час (Каракас, Ла-Пас, Сантьяго)
- UTC−3:30 — Ньюфаундленд
- UTC−3 — Південноамериканський західний час (Бразиліа, Буенос-Айрес, Джорджтаун), Гренландія
- UTC−2 — Середньоатлантичний час
- UTC−1 — Азорські острови, Кабо-Верде
- UTC+0 — Західноєвропейський час (Дублін, Единбург, Лісабон, Лондон), Касабланка, Монровія
- UTC+1 — Центральноєвропейський час (Амстердам, Берлін, Берн, Брюссель, Відень, Копенгаген, Мадрид, Париж, Рим, Стокгольм, Белград, Братислава, Будапешт, Варшава, Любляна, Прага, Сараєво, Скоп'є, Загреб), Західний центральноафриканський час
- UTC+2 — Східноєвропейський час (Афіни, Бухарест, Вільнюс, Кишинів, Рига, Софія, Таллінн, Гельсінкі), Єгипет, Ізраїль, Ліван, Туреччина, ПАР, Київський час України, Калінінградський час Росії
- UTC+3 — Московський час Росії, Мінський час Білорусі, Східноафриканський час (Найробі, Аддис-Абеба), Ірак, Кувейт, Саудівська Аравія
- UTC+3:30 — Іран
- UTC+4 — Самарський час Росії, Об'єднані Арабські Емірати, Оман, Азербайджан, Вірменія, Грузія
- UTC+4:30 — Афганістан
- UTC+5 — Єкатеринбурзький час Росії, Західноазійський час (Ісламабад, Карачі, Ташкент)
- UTC+5:30 — Індія, Шрі-Ланка
- UTC+5:45 — Непал
- UTC+6 — Омський час Росії, Бангладеш, Бутан, Киргизстан
- UTC+6:30 — М'янма
- UTC+7 — Красноярський час Росії, Південно-Східна Азія (Бангкок, Джакарта, Ханой)
- UTC+8 — Іркутський час Росії, Улан-Батор, Куала-Лумпур, Гонконг, Китай, Сінгапур, Тайвань, Західноавстралійський час
- UTC+8:45 — Західна Австралія (південно-східна частина)
- UTC+9 — Якутський час Росії, Корейський час, Японія
- UTC+9:30 — Центральний австралійський стандартний час (Аделаїда)
- UTC+10 — Владивостоцький час Росії, Східноавстралійський час (Брисбен, Канберра, Мельбурн, Сідней), Тасманія, Західно-тихоокеанський час (Гуам, Порт-Морсбі)
- UTC+10:30 — острів Лорд-Гау
- UTC+11 — Середньоколимський час Росії, Центрально-тихоокеанський час (Соломонові Острови, Нова Каледонія)
- UTC+11:30 — Норфолк
- UTC+12 — Камчатський час Росії, Маршаллові Острови, Фіджі, Нова Зеландія
- UTC+12:45 — острови Чатем
- UTC+13 — Тонга
- UTC+14 — Кірибаті

## Історія
| синій       | Західноєвропейський час (WET, GMT) (UTC+0) Західноєвропейський літній час (WEST, BST, IST) (UTC+1) |
| фіолетовий  | Західноєвропейський час (WET, GMT) (UTC+0)                                                         |
| червоний    | Центральноєвропейський час (CET) (UTC+1) Центральноєвропейський літній час (CEST) (UTC+2)          |
| жовтий      | Східноєвропейський час (EET) / Калінінградський час (UTC+2)                                        |
| буро-жовтий | Східноєвропейський час (EET) (UTC+2) Східноєвропейський літній час (EEST)(UTC+3)                   |
| зелений     | Далекосхідноєвропейський час (FET)/Московський час (MSK) (UTC+3)                                   |

Концепція стандартного часу була прийнята наприкінці XIX століття як спроба покінчити з плутаниною, спричиненою використанням свого власного сонячного часу в кожній окремо взятій місцевості. Необхідність введення подібного стандарту стала надзвичайно актуальною з розвитком залізниць, коли графіки руху поїздів складалися за місцевим часом кожного міста, що викликало не тільки незручності й плутанину, а й часті аварії. Особливо це було актуально для великих територій, з'єднаних системою залізниць.
До винаходу залізниці подорож з одного місця до іншого займала так багато часу, тому з використанням місцевого «сонячного часу» не виникало ніяких проблем. Подорожуючи, час треба було б переводити лише на 1 хвилину кожні 12 миль. Проте після появи залізниці, за допомогою якої стало можливим долати сотні миль на день, розрахунок часу став серйозною проблемою.

### Велика Британія
Велика Британія стала першою країною, яка ухвалила рішення про встановлення на всій території країни одного стандартного часу. Найбільше переймалися проблемою неузгодженості місцевого часу Британська залізниця (англ. British Rail), яка й змусила Уряд Великої Британії уніфікувати час на території всієї країни. Оригінально ідея належала фізику, доктору Вільяму Гайду Волластону (William Hyde Wollaston, 1766—1828) і була підхоплена Абрахамом Фолетом Ослером (Abraham Follett Osler, 1808—1903). Час було встановлено за Гринвічем (Greenwich Mean Time, GMT) і довгий час його називали «лондонським часом».
Першою перейшла на використання «лондонського часу» 1840 року Велика Західна Залізниця. Інші почали наслідувати її, і до 1847 року більшість британських залізниць уже використовували єдиний час. 22 вересня 1847 року Залізнична Розрахункова палата, яка визначала стандарти для всієї індустрії, рекомендувала встановити час за Гринвічем на всіх станціях з дозволу Головної поштової служби (англ. Royal Mail). Перехід відбувся 1 грудня 1847 року.
23 серпня 1852 року сигнали часу вперше передані за допомогою телеграфу з Гринвіцької королівської обсерваторії. До 1855 року переважна більшість громадських годинників Британії були встановлені за Гринвічем. Деякі з них, щоправда (наприклад, відомий годинник на башті церкви Христа в Оксфорді), мали дві хвилинних стрілки: одну для місцевого часу і одну для часу за Гринвічем. Проте стримувало процес офіційного переходу на нову систему відліку часу британське законодавство, завдяки якому місцевий час залишався офіційно прийнятим ще багато років. Це призводило до таких дивацтв як, наприклад, відкриття виборчих дільниць о 8:13 і закриття о 16:13. Офіційно перехід на новий час у Британії все ж таки відбувся після введення в дію законодавчого акту про визначення часу 2 серпня 1880 року.

### Нова Зеландія
Нова Зеландія стала першою країною, яка офіційно прийняла стандартний час на території всієї країни (2 листопада 1868 року). Час відраховувався відносно 172° 30′ довготи на схід від Гринвіча і відрізнявся на 11 годин 30 хвилин (вперед) від середнього часу за Гринвічем. Цей стандарт був відомий як середній час за Новою Зеландією.

### Північна Америка
У Сполучених Штатах та Канаді стандартний час та часові пояси запроваджені 18 листопада 1883 року також залізницями. До того визначення часу було місцевою справою. Більшість міст використовували «сонячний час» і еталоном, за яким виставляли час, часто був якийсь добре відомий у кожній місцевості годинник (наприклад, годинники на церковних дзвіницях або у вітринах ювелірних крамниць).
Першою людиною у Сполучених Штатах, яка відчула зростаючу потребу в стандартизації часу, був любитель-астроном Вільям Ламберт (англ. William Lambert), який на початку 1809 року представив на розгляд Конгресу рекомендацію щодо встановлення у країні часових меридіанів. Однак цю рекомендацію відхилили, так само як початкова пропозиція Чарлза Доуда (англ. Charles Dowd), подана на розгляд 1870 року, згідно з якою пропонувалося встановити чотири часових пояси, перший із яких відраховувався відносно Вашингтонf, округ Колумбія. E 1872 році Доуд переглянув свою пропозицію, змінивши центр відліку на Гринвіч. Саме ця його остання пропозиція, майже без змін, була використана залізницями Сполучених Штатів Америки і Канади одинадцять років по тому.
18 листопада 1883 року Американські та Канадські залізниці перевели годинники на всіх залізничних станціях згідно з часовим поясом (вперед чи назад). Пояси отримали такі назви: Східний, Центральний, Гірський та Тихоокеанський.
Попри перехід великих залізниць у Сполучених Штатах та Канаді на стандартний час, пройшло ще багато років, доки останній став нормою в повсякденному житті. Проте використання стандартного часу почало стрімко поширюватися, з огляду на свої очевидні практичні переваги для комунікацій та подорожей. Протягом року 85 % усіх міст Північної Америки (близько 200), населення яких перевищувало 10 000, уже використовували стандартний час. Помітно виділялися лише Детройт і загалом штат Мічиган. Детройт жив за місцевим часом до 1900 року, доки Муніципальна Рада не видала декрет, згідно з яким годинник мав бути переведений назад на 28 хвилин до Центрального cтандартного xасу. Половина міста підкорилася, а половина відмовилася. Після значних дебатів декрет скасували, і місто повернулося до сонячного часу. У 1905 році міським голосуванням прийнятий Центральний Час. Міською постановою 1915 року, а потім і голосуванням 1916 року Детройт перейшов на Східний стандартний час (EST).
По всіх Сполучених Штатах стандартний час і часові пояси запроваджені з прийняттям 1918 року Акту про стандартний час. Конгрес США затвердив стандартні часові пояси, встановлені раніше залізницями, і передав відповідальність за будь-які подальші зміни до них у Міжштатну торгову комісію, єдиний та той час федеральний орган із регулювання перевезень. У 1966 році повноваження щодо прийняття законодавчих актів, які стосувалися визначення часу, було передано у створений при Конгресі Департамент транспорту.
Сучасні межі часових поясів на території США суттєво змінені як порівняти з їх початковим варіантом, і такі зміни трапляються й досі. Міністерство транспорту США обробляє всі запити на зміни і проводить нормотворення. Загалом, межі часових поясів мають тенденцію зміщуватись на захід. Наприклад, на східному краю часового поясу захід Сонця може бути зміщено на годину пізніше (по годиннику) переходом до сусіднього зі сходу часового поясу. Таким чином, межі часового поясу локально зміщуються на захід. Причини цього явища аналогічні до причин запровадження «декретного часу» в Росії. Накопичення таких змін призводить до довготермінової тенденції руху меж поясів на захід. Цей процес не є нестримним, але є дуже небажаним, оскільки тягне за собою і пізній схід сонця в таких місцевостях, особливо взимку. Згідно з американським законодавством, головним чинником при прийнятті рішення щодо зміни часової зони є «сприяння бізнесу». Згідно з даним критерієм пропоновані зміни як затверджувалися, так і відкидалися, але все ж таки більшість із них було прийнято.

### Часові пояси в усьому світі
Ключова роль у розвитку світової системи збереження часу та встановленні часових поясів на всій поверхні Земної кулі належить канадському інженеру серу Сендфорду Флемінгу (Sir Sandford Fleming), який вважав, що проблему не можна вирішити впровадженням часових поясів тільки на території Північної Америки і що вона є глобальною. Його початкову пропозицію щодо 24 часових поясів для всього світу сприйняли як утопічну. Як і більшість нових та унікальних ідей, вона була відкинута як урядом, так і науковцями. Однак сер Флемінг настирливо пропагував і відстоював свою ідею на різноманітних міжнародних конференціях.
У жовтні 1884 року 41 делегат із 25 країн світу зібралися на міжнародну конференцію по проблемі меридіану у Вашингтоні (округ Колумбія) для обговорення проблем щодо визначення часу. За результатами конференції було прийнято резолюцію, яка включала такі положення:
- рекомендувалось використовувати єдиний світовий меридіан як точку відліку часу (на відміну від декількох);
- рекомендувалось прийняти за такий єдиний меридіан той, що проходить через головний телескоп Гринвіцької обсерваторії;
- довгота мала відраховуватись на 180° на схід і захід від даного меридіану;
- усім країнам рекомендувалось перейти на універсальний день;
- універсальний день визначався як сонячна доба, яка починалася опівночі у Гринвічі і складалася з 24 годин;
- навігаційні та астрономічні дні скрізь мали починатись опівночі;
- необхідна підтримка мала надаватись усім технічним дослідженням щодо врегулювання та розширення використання десяткової системи мір для поділу часу та простору.

Дана резолюція була підтримана 22 країнами (Домініканська Республіка голосувала проти, Франція та Бразилія утримались). Більшість країн прийняла погодинні часові пояси вже до 1929 року, але навіть на сьогодні вони ще не є повною мірою реалізовані — існує декілька часових поясів, для яких різниця між стандартним часом поясу та середнім часом за Гринвічем становить дробову кількість годин.

## Часові пояси у відкритому морі
До 1920 року всі кораблі у відкритому морі зберігали справжній (астрономічний) місцевий час, виставляючи годинники вночі або на світанку таким чином, щоб із врахуванням швидкості корабля та напрямку руху годинник показував 12, коли Сонце перетиналося з корабельним меридіаном. Протягом 1917 року на Англо-французькій конференції зі збереження часу у відкритому морі було рекомендовано, щоб усі кораблі, як військові, так і цивільні, дотримувались у відкритому морі годинного стандарту для часових поясів. Під час перебування корабля в територіальних водах будь-якої країни він повинен дотримуватися стандартного часу країни. Капітану дозволялося переводити корабельний годинник на свій розсуд після заходу корабля в інший часовий пояс. Ці правила та часові пояси були прийняті більшістю флотилій між 1920 та 1925 роками, але лише небагатьма незалежними торговцями до Другої світової війни.
Час на корабельних годинниках та в корабельних журналах повинен був повідомлятись разом з «описом поясу», тобто кількістю годин, яку необхідно було додати до часу поясу для отримання середнього часу за Гринвічем (GMT). Звідси походить нуль для Гринвіцького часового поясу, від'ємні значення від −1 до −12 для часових поясів на схід та додатні (від +1 до +12) на захід (години, хвилини і секунди для країн без будь-яких поправок). На відміну від зигзагоподібних міжнародних демаркаційних ліній часових поясів, які проходили по суші, міжнародні морські демаркаційні лінії проходили вздовж меридіанів, за винятком місць, де вони переривалися територіальними водами та землями, з якими останні межували, включаючи острови.
У 1950-х роках до опису часового поясу було додано літерний суфікс: Z для нульового поясу, A—M (окрім J) для східних поясів і N—Y для західних. Літера J могла використовуватись тільки для місцевого часу при застосуванні не на морі. Суфікси мали озвучуватись за допомогою фонетичного алфавіту, наприклад Зулу (Zulu) для Z (часу за Гринвічем). Звідсіля походить термін «час Зулу».
Літерні суфікси, прийняті на морі, було додано на деякі карти часових поясів, наприклад карту Стандартних часових поясів Морського Альманаху Її Величності (англ. Her Majesty's Nautical Almanac Office), у якій розширено використання букв: додано зірочку (*) або кинджал (†) для територій, які не використовують морські часові пояси, і подвійний кинджал (‡) для територій, які не мають офіційного стандартного часу (наприклад, льодовий щит Гренландії).

## Цікаві дрібниці
- Існує 38 часових поясів замість 24. Це сталося завдяки дрібним годинним відступам і зонам із відступами більше ніж 12 годин біля Міжнародної лінії зміни дат.
- Оскільки найраніші і найпізніші часові пояси мають різницю у 26 годин, будь-яка надана календарна дата існує на земній кулі впродовж 50 годин, поступово просуваючись часовими поясами зі сходу на захід. Наприклад, 11 квітня починається в поясі UTC+14 о 10:00 10 квітня UTC і закінчується в поясі UTC−12 о 12:00 12 квітня UTC.
- Європейське космічне агентство (European Space Agency, ESA) хоче визначити часовий пояс на Місяці. Ідея виникла під час зустрічі в Нідерландах наприкінці 2022 року, у ході якої міжнародна команда науковців погодилася, що треба терміново встановити «загальний місячний час відліку», адже наразі місії на Місяці працюють за часом країни, яка керує космічним кораблем[6].